# Rayleya
Rayleya es un género de fanerógamas con una especie (Rayleya bahiensis) perteneciente a la familia Malvaceae. 